# Bergendy-együttes
A Bergendy-együttes az 1950-es évek végén alakult Artisjus-díjas magyar együttes. Repertoárjához hozzátartozik a rock and roll, a dzsessz, a szving, és még sok más műfaj. Az együttes 2017-ig működött, utolsó éveiben Bergendy koncert-, tánc-, jazz- és szalonzenekar néven.

## Története

### Megalakulása
Az együttes 1958-ban alakult a Marx Károly Közgazdaságtudományi Egyetem klubjában mint az egyetem dzsessz együttese. Ekkor még csak a két Bergendy (István és Péter) volt az együttes tagja, és csak dzsessz-zenét adtak elő. Eredetileg a Marx Károly Közgazdasági Egyetem ifjúsági dzsesszegyüttese néven futottak, majd 1962 őszén szóba került, hogy egy rövidebb nevet kellene találni az együttesnek. A tagok azt javasolták, hogy mivel a két szaxofonosról, a Bergendy testvérekről ismerik őket az emberek, legyenek Bergendy együttes.

### A Bergendy első évei
1962-ben már – Bergendy Együttes néven – állandó zenekar a Budai Ifjúsági Parkban. Tagjai Bergendy István, Bergendy Péter, Tánczos Gábor, Kovács Péter, Auth Ede, Kajlinger Miklós, Gáspár Károly. Közben már készültek a televízió felvételek, rádiófelvételek, önállóan és más énekes előadók, például Toldy Mária, Payer András partnereként. Új tehetségeket is pályára állított: Zalatnay Saroltával lemezt és tv-show-t készítettek (ő Auth Edének, a zenekar zongoristájának szerzeményével, a Hol jár az eszem? című dallal 1966-ban, a Táncdalfesztiválon harmadik díjat nyert); Máté Péter, Lovas Róbert, Hofi Géza első rádiófelvételeit támogatták.
1963-ban dzsesszfesztiválra mentek Lengyelországba, Szirmay Mártával és Toldy Máriával kiegészülve. 1964-ben, Tánczos és Kajlinger katonai szolgálata után Tomsits Rudolf trombitással és Csáky Béla dobossal valósult meg a dániai dzsesszhangverseny-körút, rádiós és televíziós fellépésekkel.
A zenekar 1964 áprilisában, amikor Oroszlán György gitárossal egészült ki a csapat, a dzsesszről a beat műfajára váltott. Bergendy István Szörényi Leventét is hívta a zenekarba, ő viszont csak úgy lett volna hajlandó csatlakozni, ha bátyját, Szabolcsot is hozhatja basszusgitárosnak. Azonban mivel Gáspár Károly személyében már volt basszusgitárosa az együttesnek, akinek ráadásul akkor született meg a gyermeke, így végül csak a Kár a benzinért című filmben zenéltek együtt Leventével 1964-ben. A televíziós show-kon kívül a Bergendy együttes több filmben is szerepelt (pl. Helmut Zacharias show-jában Budapestről, 1965-ben). Ebben az évben romániai turnéjuk volt Hofi Gézával.

### 1967-től '69 júliusáig: európai turnék
Auth Ede nem kapott útlevelet, ezért őt a zongora posztján Hajdu Sándor váltotta le, aki még játszott trombitán és harsonán is. A két Bergendyn és Hajdún kívül a szextett tagjai Oroszlán György (gitár), Gáspár Károly (basszusgitár), Csáky Béla (dob) voltak.
További koncertek Európában:
- 1967. január: Lengyelország,
- 1967. február – június: Svájc,
- 1967. június – november: Németország,
- 1967. december – 1968. június: Svájc,
- 1968. június – december: Dánia.

Az 1968-as események miatt nem utazhattak tovább Skandináviába, ezért:
- 1968. december – 1969. március: Németország,
- 1969. március – július: Svájc.

### Személycserék a Bergendyben, az együttes fénykora
1969-ben szállt be Latzin Norbert hetediknek a zenekarba. Az 1969-es Táncdalfesztiválra egy svájci dobossal (René Gubelmann) érkeztek, mivel Csáky Béla disszidált. A fesztiválon Tomsits Rudolf Te vagy a lexebb című számával mutatkoztak be, nagy sikerrel. Önálló televíziós műsort készítettek velük még 1969 őszén, és amit a zenekar az előző két-három évben megtanult nyugaton, jól kamatoztatta Magyarországon az akkori sztárzenekarok (Illés, Omega) előzenekaraként. Az Ifjúsági Parkban heti fellépéseiken a leglátogatottabb zenekarok (Hungária, Gemini) közé kerültek. Korda Györggyel egy lemezt és országos turnét csináltak, Kovács Katival pedig kísérőzenekarként két nagylemezen közreműködtek 1970-ben és 1978-ban. 1970-ben már közismert volt, hogy a zenekar a soul- és a fúziós rockzene magyarországi népszerűsítője. A televíziós és rádiós felvételeken ekkoriban egy új tehetségnek segítettek elindulni a pályán: Katona Klárinak. Az országos ismertséget az 1970-es szilveszteri televízió műsor hozta el számukra, melyben Hofi Géza műsorszáma három perccel rövidebb lett és a fennmaradó időt kitöltendő, előadhatták a Mindig ugyanúgy című számot.
A svájci Gubelmann haza akart menni. A többiek elkísérték Zürichbe egy régebbi szerződést teljesíteni. 1970 nyarán új dobost kerestek, és Debreceni Csaba személyében találtak is. Ő akkoriban jazzt játszott Fridrich Károllyal, és rockot a Sámson együttessel. Kerestek egy énekest, aki basszusgitározik is Gáspár Károly helyett, így találták meg Demjén Ferencet. Ők Latzin Norberttel hárman készítettek új anyagot, saját számokat a zenekarnak, addig amíg a többiek Svájcban tartózkodtak. Ekkor készült a Jöjj vissza, vándor – ami Demjén Ferenc első dalszövege volt –, illetve a Napot akarok látni, a Fázom és a Mindig ugyanúgy. A zenekar 1970 novemberétől szerződési ajánlatot kapott a Műegyetemi E-Klubba és a Ganz-Mávag Művelődési Házba. Innentől hat-hét éven keresztül minden hétvégén mind a két klubban játszottak. A koncertek igen népszerűek voltak: az E-Klubban általában háromezren voltak, míg kívül öt-hatezren álltak sorba; a Ganz-Mávag Művelődési Házba négyezren fértek be, és az utcán szintén öt-hatezren várakoztak. 1971–76 között nyaranként öt hetet játszottak a Balatonon a mindig telt házas Coctail hajón, ami nemcsak a magyarok, hanem az NDK-sok, sőt egész Kelet-Európa kedvence volt. Koncz Zsuzsa megkérte őket, hogy kísérjék élőben magyarországi és külföldi turnéin az Illés-együttes helyett. Együttműködésük 1971 januárjától két évig tartott, egészen addig, míg a zenekarnak túl nagy lett a sikere, és a két stílus nem fért meg együtt.
1970 decemberében egy délután vendégül látták a Ganz-Mávagban a hanglemezgyár vezetőjét és művészeti igazgatóját, és négy órán keresztül játszottak nekik, lehúzott vasfüggöny mögött. Ennek eredménye két nagylemez lett: egy saját számokkal és egy nemzetközi slágerekkel. A feldolgozáslemez 71-ben jelent meg, a másik egy évvel később. 1972-ben NDK lemezfelkérésnek tettek eleget németül, ősszel pedig elkészült az (1973-ban megjelent) első magyar dupla lemez, a Hétfő. 1972-ben a Táncdalfesztiválon az Úgy szeretném c. dallal nyertesek lettek. 1973-ban részt vettek az első magyar pop-rock fesztiválon Diósgyőrben, a berlini VIT-en, önálló koncerteket adtak a Kisstadionban, turnékat szerveztek Lengyelországban, Svédországban, Jugoszláviában, Csehszlovákiában és itthon, Magyarországon. 1974-ben kiadták az Ötödik sebesség című albumukat, majd újabb turnékra indultak. 1975-ben Latzin Norbert távozott a zenekarból, helyére Tóth János Rudolf érkezett. Új lemezek születtek: Fagypont fölött miénk a világ (1976). Közreműködtek Katona Klári lemezén: Savanyú a csokoládé (1977), majd felvették Demjén Én csak fújom a dalt című szólólemezét és saját Jazz című albumukat. Júniusban Demjén, Tóth János Rudolf és Debreceni Csaba kilépett a zenekarból. 1974–75-ben készültek felvételek Eszményi Viktóriának, Harangozó Terinek – neki a második nagylemezét is a zenekar készítette el Victor Mátéval. A jazz műfajában magyarországi rádiós fesztiválturnéjuk is volt (Nagykanizsa, Szeged).
1976. november 6-án az együttes egy hároméves exkluzív szerződést írt alá a Magyar Hanglemezgyártó Vállalattal, melynek értelmében három év alatt három lemezüket megjelentetik, ezért cserébe lojalitást és együttműködést vár el a cég. Még aznap Erdős Péter közölte, hogy Rózsi szerinte el van nyomva a zenekarban, ezért azt mondta, hogy az együttes következő lemeze Demjén Ferenc szólólemez legyen. 1977-ben Demjén Ferenc szerint mivel a zenekarban már túlságosan keveredtek a műfajok és nem tudtak újat hozni, valamint ő nem tudott fejlődni abban a formában, így kilépett a zenekarból.

### Új Bergendy, Bergendy Koncert-, Tánc-, Jazz- és Szalonzenekar
Új formáció külföldi szerződésekkel; tv-gyerekműsorok, rádiófelvételek, filmzenék. Az akkor belépő tagok Gábor Péter, basszusgitár (rockzenében szólógitár); Bálint István, dob (ének is); a régiek Bergendy István, Bergendy Péter (fafúvósok); Oroszlán György (rockzenében basszusgitár is); Hajdú Sándor (zongora, rézfúvósok). Volt egy rövid próbálkozás egy szólóénekessel, Delhusa Gjonnal, de ő nem tudott beleilleszkedni a zenekarba. Mindössze egy 5 napos leningrádi és egy 10 napos csehországi turné volt vele. A zenekar ekkor kezdte el, párhuzamosan a születő gyerekekkel, szoros együttműködését a televízió gyermekosztályával, személy szerint pedig Szabó Attilával, Takács Verával, Kremsey Edittel, Pintér Alinkával, Singer Dezsővel és Csukás Istvánnal. Az elkészült műsorok alapján (Ahol tud, segít, Új Futrinka utca, Szervusz, Szergej!, Ólomkatona című sorozatok, mesék stb.) állandó szereplői voltak a gyerekműsoroknak mint beszélgetőtárs, művész. Ebben az időben évente két-három alkalommal is Skandináviában turnéztak. Magyarországon is több turnéban vettek részt: az építőtáborokban Máté Péterrel az Ólomkatonával szerepeltek, Cserháti Zsuzsával pedig a Skála Coop országos divatbemutatóit vezették fel. Az akkor kezdődő magyarországi reklámműfaj foglalkoztatottjai voltak, rádió- és tv-felvételeik folyamatosan készültek a popműfajban is.
1980-ban már készültek az új időket jelentő „őszinte, kőkemény” stílusú felvételek, amire Hajdú Sándor távozásával megtalálták a váci illetőségű Balogh Ferencet. Az ő szövegei, zenéi és fantasztikus előadói képességei hitelessé tették a már elkészült felvételeket is (Budai park blues, Nem az a baj, Rázd meg magad, Kréta szív stb.). 1981 már igazi, kőkemény rockzenét hozott az egész napos Hajógyári fesztiválra, ahol ők voltak a nyitózenekar. Érdekesség, hogy a 12 óra alatt fellépő mintegy 20 zenekarban összesen három darab fúvós hangszer volt, amit a két Bergendy testvér szólaltatott meg. 1982 nyarán Máté Péter S. Nagy Istvánnal írt, Krízis című musicaljének megvalósításában működtek közre. '82-ben az első Hernádi Judit-nagylemez felvételeivel a zenekar közelebb került egy minden zenei stílust magában foglaló elképzeléshez, melynek eredménye lett a Bergendy Koncert-, Tánc-, Jazz- és Szalon Zenekar megalakulása. Több jelentős magyar film zenéjét is eljátszottak, így olyan rendezőkkel dolgoztak együtt, mint Mészáros Márta, Kósa Ferenc, Szurdy Miklós.
A fúvósok Bergendy István, Bergendy Péter, a trombitás Valusek Béla (1983–87), Virágh Gábor (1987), Vargha Gábor (1987), Antal Gábor (1992),a harsonás Horváth Károly „Bűhaló” (1983–1986) és Moré István (1986–1999) voltak. Ritmusszekció: Dáni János (zongora), Bálint István (dob), Gábor Péter (basszusgitár), Oroszlán György (gitár), Mericske Zoltán (ütőhangszer és showman). A szólóénekes Balogh Ferenc mellett egy állandó, háromtagú lányvokál került a zenekarba. Feladatuk a kísérő kórus beéneklése mellett a swingkorszak híres Andrew Sisters-dalainak, az ebben a stílusban készült saját számoknak az eléneklése, valamint szóló dalok előadása volt. A sokoldalú követelmények (koreografált tánc, többszólamú éneklés, a stúdiókban próba nélküli kottaolvasás stb.) meglehetősen nagy fluktuációt vontak maguk után. A zenekarban megfordult kb. 50-60 lány közül a teljesség igénye nélkül a legfontosabbak: Könye Enikő, Takács Judit, Vámos Ildikó, Vígvári Ágnes, Bodor Tünde, Lembanisz Zsófia, Horváth Emese, a Mészáros ikrek, Lastoffka Bea, Vámos Ildikó stb.
1983 őszén elkezdték felvenni a Tánciskola első két részének anyagát, ami lemezen, televízió sorozatban és később videókazettán is megjelent, Én táncolnék veled… címmel. Ebben a korszakban készült még a Subidubi című lemez, valamint egy Bergendy buli című összeállítás a zenekar repertoárjából. Hosszabb-rövidebb ideig tartó skandináv fellépések, német televíziós koprodukció Würzburgban, magyarországi turné, rádiós és televíziós felvételek (pl. Sebaj Tóbiás), Süsü a sárkány-lemezek jellemzőek erre a korszakra. Ezzel a névvel, hogy „szalon” zenekar, csak megkülönböztetni akarták magukat az ebben az időszakban dúló, dr. Erdős Péter nevével fémjelzett rockháborúban, hiszen ők igazából nem „szalonzenét” játszottak, hanem a XX. század mindenféle könnyűzenéjét, tánczenéjét. Ehhez a zenéhez hozzátartoznak az elegáns egyenruhák, az állandó show-szerű előadásmód, ami természetesen minden ízében különbözik a többi zenekarétól. Már az első, 1984-es nyilvános fellépésükön, a Vörösmarty téren óriási feltűnést keltettek az akkori rockosok között. Lementek a közönség közé kongázni, és a legvadabb szám a dadogós angolkeringő volt a szerelemről.

### Az együttes munkássága 1992-től napjainkig
1992 júniusában Balogh Ferenc kivált a zenekarból (előző este vetítették a zenekar új tévé show-ját a Halászbástyáról); ő az életét akkor a Hit Gyülekezetének szolgálatára ajánlotta föl, és azóta is követi azt. Átmenetileg Demeter György, majd Zareczky Miklós, az East volt szólóénekese került a zenekarhoz. Szokás szerint a lányok is váltották egymást: Janza Kata, Pérchy Nelly, Sántha Andrea, Vass Maya, Micheller Myrtill, Bisztricsány Beatrix és Wégner Judit, és Plexi (Csordás Ilona) után Ambrus Rita és Bartus Patrícia, Horoscsák Veronika (Zsemlye Veronika) alkották a vokált.
1994-ben Mesél a Pesti Broadway címmel a két világháború közötti film- és színpadi zenék válogatását adta ki a Hungaroton, megjelentek a régi, 1970-es évekbeli felvételek is CD-n, illetve teljessé vált a 24 részes (24 dal és tánc) Bergendy Tánciskola. A zenekar sikeres Walt Disney-filmek magyarításaiban és azok kórusénekléseiben való tevékeny közreműködése is erre az időre tehető.
2000-ben elkészült a Szergej-sorozat a Magyar Rádió részére. A Romhányi József által írt versekre létrehozott felvétel 26 dalt tartalmaz ROMIX, Digitális közmondások és mesék 2000 címmel, a divatos remix formában – azzal a különbséggel, hogy ezt nem dj-k komponálták meg, hanem a zenekar. (2001-ben EMeRTon-díjat is kaptak érte.)
A 2000 utáni években a zenekar működése csak báli, privát rendezvényekre, valamint utcabálokon, szabadtéri fesztiválokon való részvételekre korlátozódott.
2017-ben Bergendy István feloszlatta az együttesét.
2020. december 14-én a COVID–19 szövődményei miatt elhunyt Bergendy István, a zenekar alapítója és vezetője.

## Diszkográfia

### Albumok
- 1971: Beat ablak – feldolgozásalbum, LP/CD (2009)
- 1972: Bergendy – LP/CD (1995, 2009)
- 1973: Bergendy (DDR) – LP (német nyelvű válogatáslemez)
- 1973: Hétfő (Hét fő) – dupla album: 2 LP/2 CD (1995, 2009)
- 1974: Ötödik sebesség – LP/CD (1996, 2009)
- 1975: Bergendy (POL) – LP
- 1976: Fagypont fölött miénk a világ – LP/MC/CD (1999)
- 1976: Jazz – LP/CD (2002)
- 1977: Fújom a dalt (Demjén Ferenc szólólemeze) LP/CD (1992, 2009)
- 1977: Varsói Jazz Jamboree – koncertalbum: LP
- 1977: Ljubljanai Jazz Fesztivál – koncertalbum: LP
- 1981: Aranyalbum – válogatásalbum: 1 LP/1 MC/2 CD (1993)/2 MC (1993)
- 1984: Én táncolnék veled…! – tánciskola: LP
- 1986: Subidubi – LP/CD (2009)
- 1987: Buli – feldolgozásalbum: LP/CD (2009)
- 1995: Mesél a Pesti Broadway – feldolgozásalbum: CD
- 2001: Tánciskola összes része – tánciskola: CD
- 2008: Darabokra törted a szívem – Reader's Digest-válogatásalbum: 4 CD

### Meselemezek
- 1980: Rendíthetetlen ólomkatona – gyermeklemez: LP/CD
- 1982: Süsü 1. – Süsü, a sárkány – gyermeklemez: LP/CD
- 1984: Sokmindenmás – mesés zenés játék: LP
- 1985: Süsü 2. – Süsü újabb kalandjai – gyermeklemez: LP/CD
- 1986: Süsü 3. – Süsü, a pesztra/Vendég a háznál, öröm a háznál – gyermeklemez: LP/CD
- 1987: Süsü 4. – A mű-Süsü/A bűvös virág – gyermeklemez: LP/CD
- 1988: Süsü 5. – Süsü csapdába esik/Süsü és a sárkánylány – gyermeklemez: LP/CD
- 1989: Szimat Szörény, a szupereb – gyermeklemez: LP

### Kislemezek
- 1964:
  - EP 7296: Sorrentói emlék/Mr. Anthony's Rock/Furulya nóta/Picsi-pacsi
  - EP 7306: Sweet William/Zuhogj, eső/There's Part When Goin' On/Megszoktad már (Mind a négy felvétel Zalatnay Saroltával)
  - Képeslaplemez (Szeged, Megyei Tanácsháza): Megszoktad már (Zalatnay Saroltával)
- 1965:
  - EP 7314: Rock'n Roll Everybody/Panoráma/Sukiyaki/Üstökös
  - EP 7327: Sweetheart (Zalatnay Saroltával)/Magyar táncok/Datemi un martello (Zalatnay Saroltával)/Tavaszi hangok
  - EP 7334: Viva la pappa col pomodoro (Zalatnay Saroltával)/Let Kiss/Scrivi (Zalatnay Saroltával)/Tango Bolero
- 1966:
  - SP 324: Vezuv/Gaudeamus Igitur
- 1967:
  - SP 347/b: Sohse bánd
- 1968:
  - SP 450: Csúnya, csúnya fekete lány/Szavak, szavak
- 1969:
  - SP 609/a: Te vagy a lexebb (Táncdalfesztivál 69)
  - SP 652: Megadom magam/Randevúm lesz délután
- 1970:
  - SP 729: Hazudott a virág is/Zime-zum
  - SP 775/a: Csupa víz vagyok
- 1971:
  - SP 823: Fázom/Mindig ugyanígy
  - SP 882: Érzem, szebb ma minden/Régiségbolt
  - SP 883: Napot akarok látni/Gonosz idegen
- 1972:
  - EP 27448/b2: Dizzy (Pepsi Cola-reklámlemez)
  - SP 70001/a: Úgy szeretném (Táncdalfesztivál 72)
  - SP 955: Csitt, csitt, ne szólj!/Mámor (Harangozó Terézzel)
  - SP 956: Darabokra törted a szívem/Rés a tetőn
- 1973:
  - SP 972/a: Lepihenni melletted ("Made in Hungary")
  - SP 70069: Iskolatáska/Úthenger
- 1974:
  - SP 70112: Sajtból van a Hold/Gyújts tüzet a lelkemben
  - SP 70121: Sirokkó/Lekvár
  - SP 70141/a: Szellemvasút ("Tessék választani!")
- 1975:
  - SPS 70202/a: Tükör
- 1976:
  - SPS 70228/a: Savanyú a csokoládé (Katona Klárival)
- 1978:
  - SPS 70306/a: Aki nősül ("Tessék választani!")
  - SPS 70325: Villog a fény/Madarak
- 1980:
  - SPS 70451/a: Spanyol Izabella ("Made in Hungary")
- 1983:
  - SPS 70572: "Hatásvadászok" – részletek a film zenéjéből
- 1984:
  - SPS 70618(Mitiők – Tinirandevú)/b: Pénteki randevú/Mi lesz, ha...?
- 1985:
  - SPS 70676: Hamburger Girl/Én táncolnék veled
- 1987:
  - SPS 70782: Fehér karácsony (Szállj kicsiny, fehér hópehely)/Csengő cseng

### Kiadatlan rádiófelvételek

#### Bergendy
- Five Minutes More
- Engedd el a kezemet
- 1973: Régóta várom
- 1976: Ha kiszáradna a Balaton
- 1977: Savanyú a csokoládé
- 1977: Úgy szeretem én

#### Új Bergendy
- 1978: Segíts rajtam (Csuka Mónika–S. Nagy István)[8]
- 1979: Nekem a bronz is szépen csillog
- 1979: Volt egyszer egy indián
- 1979: No, most én gyorsan elmegyek
- 1979: Ugyanaz és mégis más
- 1979: Kórusban szebben szól a dal
- 1979: Szíved kitárod
- 1979: Nem mindegy
- 1979: Borzadály, rettenet[9]
- 1980: Krétaszív
- 1980: Bo-bo-bo-bo[10]

##### Ének: Balogh Ferenc
- 1980: Nem az a baj
- 1980: Rázd meg magad
- 1980: Jó éjt
- 1980: Budai Park Blues
- 1981: Könyörgés
- 1981: Vízválasztó[11]
- 1981: Jön a szaxofon (Bono–Bergendy István feld.)[12]
- 1981: Fesztivál hangulat[13]
- 1982: Talán csak nem
- 1982: Segíts nekem (Balogh Ferenc–Németh Piroska)[14]
- 1982: Ha üres a fejed (Balogh Ferenc–Romhányi József)[15]
- 1982: Egyedül (Balogh Ferenc–Új Bergendy)[16]
- 1982: Kuba (Valdes–Balogh Ferenc)[17]
- 1982: Világszám (Bergendy István–Balogh Ferenc)[18]

### Nagylemezek a Bergendy-együttes közreműködésével
- 1970: Kovács Kati: Suttogva és kiabálva (2 szám)
- 1971: Korda György: Korda György (2 szám)
- 1976: Harangozó Teri: Lánynak születtem
- 1977: Katona Klári: Savanyú a csokoládé
- 1982: Hernádi Judit: Hernádi Judit
- 1982: Máté Péter: Keretek között
- 1983: Hernádi Judit: Fehéren-feketén

### Kislemezek a Bergendy együttes kíséretével
- 1964:
  - SP 215: Toldy Mária: Úgyis kiderül/Ráérünk még
  - SP 221: Balázs Boglárka: Még nem biztos/Rá kell hagyni
- 1966:
  - SP 284/b: Korda György: Ha minden összefogna ellenünk
  - SP 288: Aradszky László: Álmatlan évek/Ambrus Kyri: Christmas Rock
  - SP 296: Gábor Ilona: Merci chéri/Io che non vivo
  - SP 297: Zalatnay Sarolta: Message understood/Too Bad You Don't Want Me
  - SP 306: Majláth Jenő: Eltűnt egy lány/Talán a fürdőkádban csücsül
  - SP 319: Zalatnay Sarolta: Végre, hogy tavasz van/Mátray Zsuzsa: Rég hallottam rólad (Táncdalfesztivál 66)
  - EP 7361/a1: Koncz Zsuzsa: Gyilkossággal vádollak
  - SP 328: Mátray Zsuzsa: Mondd, ki után futsz/Nem kellemes neki
  - SP 332/b: Korda György: Csinálj amit akarsz
- 1967:
  - SP 352/a: Korda György: Halló, szöszi tündér
  - SP 356/a: Koós János: De akkor már hol leszek én?
- 1968:
  - SP 451/b: Ujvári Évi, Ullmann Kriszta: Apu, anyu szemefénye
  - SP 470/a: Máté Péter: Furcsa játék ez az élet
- 1969:
  - SP 621/a: Payer András: Én nem tudtam, hogy harcolni kell érted (Táncdalfesztivál 69)
  - SP 642: Késmárki Marika: Nem leszek a bohócod/Nem vagy az, akinek hittelek
  - SP 661: Koós János: Lassan a testtel/Fenyvesi Gabi: Zucchero
  - SP 664: Payer András: Boszorkány/Úgy érzem, boldog vagyok
- 1970:
  - SP 704: Kovács Kati: Szívkirály/A szerelem (San Remo 1970)
  - SP 708: Poór Péter: Naptár/Kökörcsin utca 36.
  - SP 710/b: Toldy Mária: Fonott kosár
  - SP 766/b: Poór Péter: Boldog szív
  - SP 771/b: Mátray Zsuzsa: Elkapott engem a szerelem
  - SP 775/b: Bencze Márta: Arrivederci Hans
  - SP 790: Poór Péter: Csak a csókod érdekel/Nincsen annál egyszerűbb
  - SP 795/a: Mikes Éva: Hétfőn még csókolsz
  - SP 797/a: Zalatnay Sarolta: Jöjj, napsugár
- 1971:
  - SP 805/b: Poór Péter: Sose volt jobb dolgom
  - SP 809/b: Gábor Krisztina: Ez az, amiről nem beszélünk ("Made in Hungary")
  - SP 833/a: Payer András: Szomjas földnek lágy eső
  - SP 834/b: Záray Márta-Vámosi János: Jobb a szerelem egy pofonnál
- 1980:
  - SPS 70446: Turi Lajos: Lélegző furcsa hajnalon/Szép Margit
- 1985:
  - SEP 26703: Pécsi Ildikó: "Az élet oly rövid..." zenés játék – részletek a Radnóti Színpad előadásából

## Díjak
- SZOT-díj (1996)
- Artisjus-díj (2005)